# Нильссон, Лина
Лина Терезе Нильссон (швед. Lina Therese Nilsson; род. 17 июня 1987, Истад, Мальмёхус) — шведская футболистка, защитница, игрок сборной Швеции.

## Клубная карьера

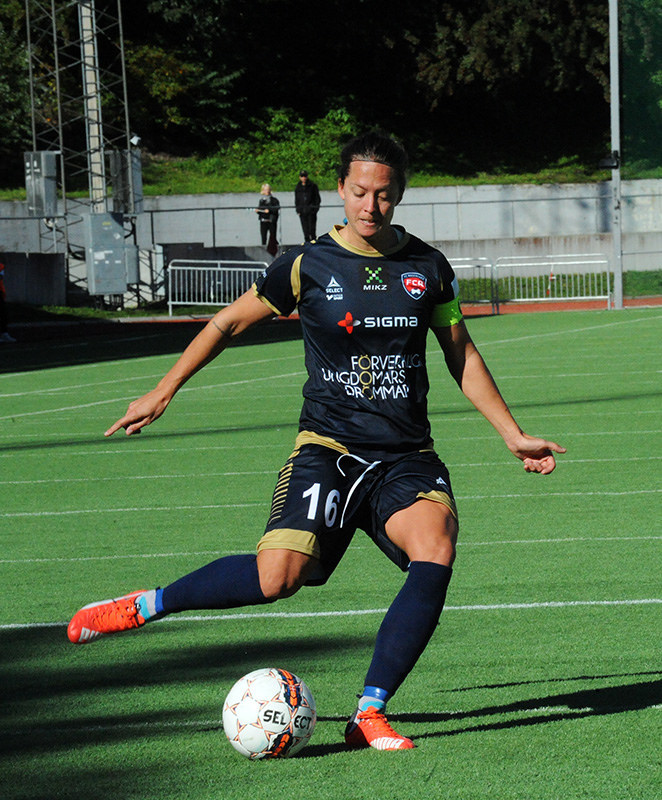
Лина Нильссон в составе «Русенгорда» в сентябре 2015

Лина начинала свою карьеру в небольших клубах лена Сконе, пока не попала в состав «Мальмё» в 2006 году. Тренировалась в течение недели с клубом, играя в низшей лиге параллельно за «Шёбу». Нильссон становилась призёром чемпионата Швеции в 2010, 2011, 2013 и 2014 годах. С августа 2015 года капитан команды, продлила контракт на два года (клуб к тому моменту уже был переименован в «Русенгорд»).

## Карьера в сборной
Нильссон сыграла три матча за сборную Швеции до 19 лет на чемпионате Европы 2006 года в Швейцарии. В июле 2009 года в матче против Китая Лина дебютировала за сборную, заменив Анну Паулсон на 55-й минуте в матче на Стадспаркваллен в Йенчёпинге (победа 2:0). В матче она отметилась попаданием в крестовину. По решению Тумаса Деннербю Лина была взята на чемпионат Европы 2009 года, где сыграла три матча. В 2011 году она была заявлена на чемпионат мира в Германию, хотя проиграла конкуренцию Аннике Свенссон. В четвертьфинале чемпионата мира Нильссон вышла на поле в самом конце: Швеция тогда победила Австралию 3:1 и заняла итоговое 3-е место. Это позволило Швеции попасть на Олимпиаду в Лондоне, где Лина сыграла три матча (два в стартовом составе, в одном вышла на замену). В четвертьфинале из-за перебора жёлтых карточек Нильссон не играла, а Анника Свенссон, заменившая её, не помогла Швеции обыграть Францию (поражение 2:1 на Хэмпден Парк).
Преемница Деннербю в сборной Пиа Сундхаге взяла Нильссон на домашний чемпионат Европы 2013 года. Лина к тому моменту успела восстановиться после травмы ноги и сыграла два матча на групповом этапе из трёх. В четвертьфинале и полуфинале против Исландии и Германии Лина не играла, её заменила Джессика Самуэльссон (Швеция проиграла в полуфинале). В апреле 2014 года Лина Нильссон в 50-м матче за сборную забила первый гол: это случилось в матче против Северной Ирландии в Портадауне (итоговая победа 4:0). Ещё по голу она забила в ответном матче с Северной Ирландией и в домашнем матче против Боснии и Герцеговины.
Перед чемпионатом мира 2015 года Пиа Сундхаге решила поставить Лину Нильссон на левый фланг, чтобы перевести на правый фланг Элин Рубенссон. Хотя Нильссон привыкла к игре на другом фланге, именно из-за её ошибки в товарищеском матче Швеция проиграла 2:1 Нидерландам, что пресса назвала «блэкаутом». В первом матче Нильссон сдерживала полузащитницу сборной Нигерии Асисат Ошоала, а Швеция, которая вела с комфортным счётом 3:1, в итоге довольствовалась только ничьей 3:3. Во втором матче против США Нильссон играла уже на позиции полузащитницы, а встреча закончилась нулевой ничьей. Третью игру на турнире Нильссон провела только в 1/8 финала, выйдя в самом конце на замену вместо Джессики Самуэльссон: в матче против Германии Швеция потерпела поражение 4:1.

### Голы
Голы Швеции идут первыми"
| Гол | Дата             | Стадион                                   | Противник            | Счёт после гола | Итоговый счёт | Турнир                             |
| --- | ---------------- | ----------------------------------------- | -------------------- | --------------- | ------------- | ---------------------------------- |
| 1   | 5 апреля 2014    | Шемрок Парк, Портадаун, Северная Ирландия | Северная Ирландия    | 4:0             | 4–0           | Чемпионат мира 2015 (квалификация) |
| 2   | 8 мая 2014       | Мюрешёхус Арена, Векшё, Швеция            | Северная Ирландия    | 3–0             | 3:0           | Чемпионат мира 2015 (квалификация) |
| 3   | 13 сентября 2014 | Гамла-Уллеви, Гётеборг, Швеция            | Босния и Герцеговина | 1:0             | 3–0           | Чемпионат мира 2015 (квалификация) |

## Стиль игры
В 2009 году главный тренер сборной Швеции Тумас Деннербю отметил, что Лина, играющая на позиции защитника, склонна переходить в атаку, но при этом не забывает свои оборонительные обязанности. Шведское радио перед стартом Евро-2013 отметило, что Нильссон отличается лучшей техникой и в плане атаки даже лучше, чем её конкурентка в сборной Джессика Самуэльссон, предпочитающая сосредотачиваться на обороне. По мнению тренера клуба «Русенгорда», характер Нильссон и её умение налаживать контакты на поле являются главной причиной назначения её капитаном в 2015 году.

## Достижения

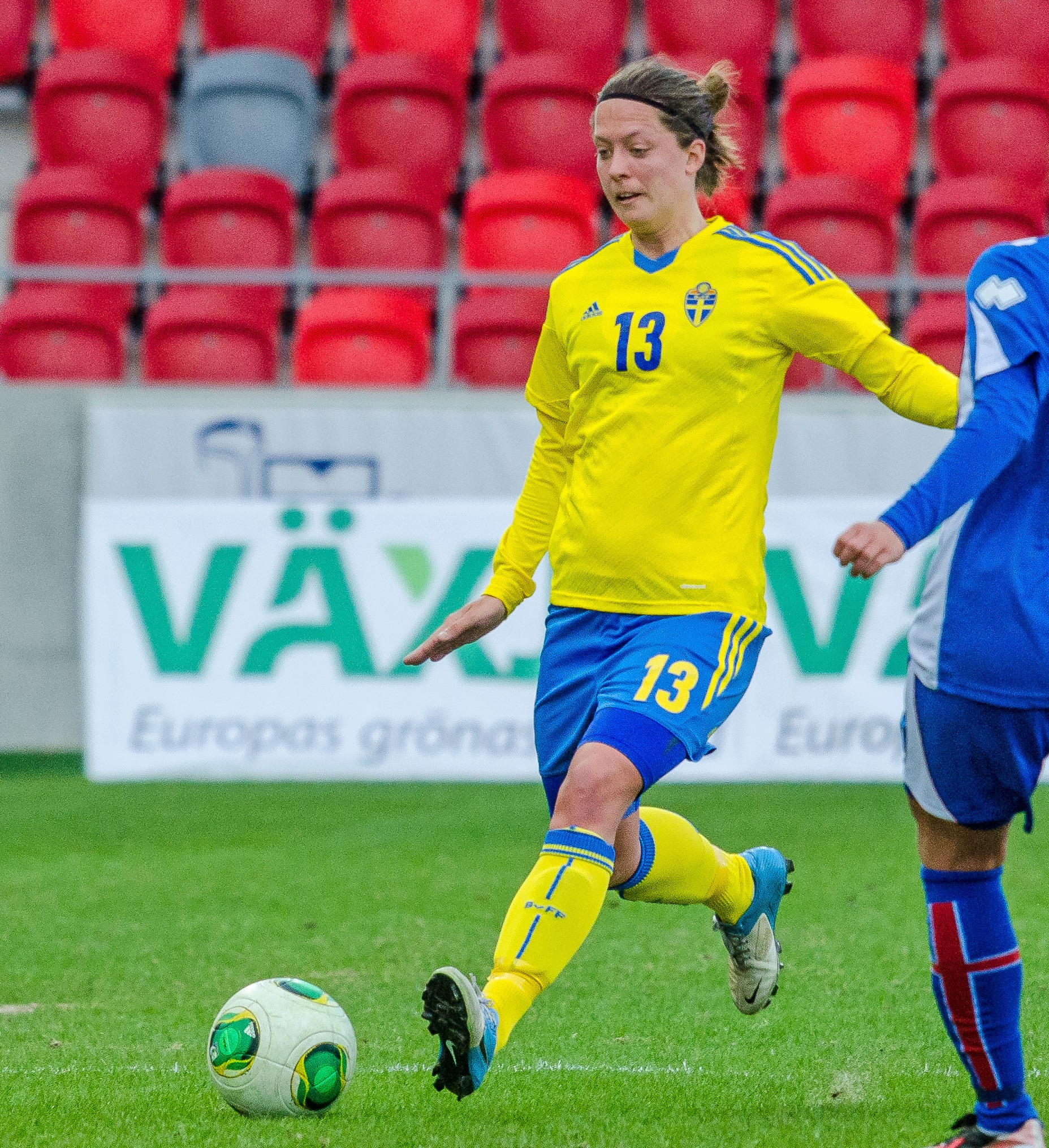
Лина Нильссон в матче за сборную Швеции

- Чемпионка Швеции: 2010, 2011, 2013, 2014
- Обладательница Суперкубка Швеции: 2011, 2012, 2015
- Бронзовый призёр чемпионата мира: 2011